# جان بيترسن
جان بيترسن (بالنرويجية البوكمول: Jan Petersen)‏ هو محامي ودبلوماسي وسياسي نرويجي، ولد في 11 يونيو 1946 بأوسلو في النرويج. حزبياً، نشط في حزب المحافظين. وقد انتخب سفير وانتخب وزير الخارجية في النرويج (19 أكتوبر 2001 – 17 أكتوبر 2005) وانتخب عضو برلمان النرويج ‏ عن دائرة Akershus (Storting constituency) ‏.

## روابط خارجية
- جان بيترسن على موقع IMDb (الإنجليزية)
- جان بيترسن على موقع مونزينجر (الألمانية)